# 劉佳氏 (奕譞王の側福晋)
醇賢親王側福晋翠妍（すいけん、1866年 - 1925年）は五品典衛の劉徳慶の娘であり、醇賢親王奕譞の第二側福晋である。三人の息子をもうけ、その中には醇親王載灃、および載洵、載涛がいる。また、中国最後の皇帝・溥儀の実の祖母でもある。
劉佳氏は、漢軍鑲白旗包衣出身の家庭に生まれ、もともとの姓は劉であった。しかし、醇親王の側福晋に封じられたことで、一族は満洲軍旗に編入され、姓も満洲風に「劉佳氏」と改められた。

## 生涯
同治6年にに生まれ、光緒年間に使女として醇親王奕譞に仕えるようになった。
光緒9年（1883年）正月初五（2月12日）に載灃を出産。
光緒10年（1884年）に二格格（次女）を出産するが、3歳で夭折。
光緒11年（1885年）に載洵を出産。
光緒13年（1887年）に載涛を出産。
光緒16年11月（1891年1月1日）、夫の奕譞が病死。
光緒22年（1896年）、正妻である嫡福晋葉赫那拉氏が病死し、翠妍が醇親王府の家政を取り仕切る立場となった。
光緒23年（1897年）、息子の載涛が西太后の命で鐘郡王奕詥の養子とされる。このことが原因で翠妍は精神を病んだ。
光緒34年10月（1908年）、光緒帝が重病に陥る。幼少から育ててきた孫の溥儀が西太后の命により同治帝の養子とされ、さらに光緒帝の後継者として皇位を継ぐことが決まった。この知らせを受けた翠妍は即座に気を失い、その後、精神疾患がさらに悪化した。
溥儀が即位した後の11月3日（1908年11月26日）、清の朝廷は西太后の遺詔を発布し、夫の奕譞を「本生祖考醇賢親王」、嫡福晋葉赫那拉氏を「本生祖妣醇賢親王嫡福晋」とした。しかし、翠妍は溥儀の実祖母でありながら、溥儀の生母である瓜爾佳氏と同様に何の尊号も与えられなかった。
民国5年（1916年）春、敬懿皇貴妃の指示により、翠妍とその嫁である瓜爾佳氏が宮廷に招かれ、「親族の面会」を許された。翠妍は溥儀と再会を果たすことができた。
民国10年（1921年）、溥儀と端康太妃との間に争いが起こる。端康太妃は翠妍と瓜爾佳氏を宮廷に呼びつけ叱責。その後、瓜爾佳氏は自害した。
民国14年（1925年）、溥儀は北京を離れ、天津へ移った。同年、翠妍も享年59歳で亡くなり、彼女の遺体は醇親王墓に葬られた。